# Горсткины
Горсткины — древний русский дворянский род.
Род внесён во II часть родословных книг Пензенской, Тамбовской и Тульской губерний.

## История рода
Семён Горсткин, воевода великого князя Василия Темного, убит в сражении с татарами под Белёвым (1437). Сын его Григорий воевода погиб в бою великого князя Василия II Васильевича с Дмитрием Юрьевичем Шемякою (1444) и погребён у церкви Спаса в Ярославле. 
Третьяк Андреевич поручился по князю И.П. Охлябинину (1566). Дьяк Угрюм Горсткин упоминается (1572-1579), его сын Куприян получил денежную придачу (1613), владел вотчиной в Вяземском уезде полученную за московское, царя Василия Шуйского, осадное сидение.
Яков Иванович Горсткин, пожалован поместьями в Вологодском уезде (1620). Василий Куприянович с матерью Татьяной владел поместьем в Московском уезде (1621) Прасковья Куприяновна владела поместьем в Московском уезде (1623). Иван Иванович за невельскую службу, литовский плен, получил денежную придачу (1614 и 1616). Бестужа Иванович служил стрелецким головою (1628). Иван Горсткин послан в Польшу (1634).
Белянин Яков Иванович владел поместьями в Вологодском, Юрьевском и Галичском уездах (1630),  получил вотчину двоюродного дяди Куприяна (1648), его поместья отошли к его сыну Фёдору (1651), из потомства внесены в родословную книгу Тверской губернии.
В 1650-х годах Фёдор Яковлевич владел поместьем в Звенигородском уезде.Вениамин Горсткин келарь Саввино-Сторожевского монастыря. Иван Фёдорович владел поместьем в Соловском уезде (1696).
Один представитель рода владел населённым имением (1699).